# Bastille (musikgrupp)
Bastille (stiliserat som BΔSTILLE) är en Londonbaserad alternativ rock/indiepop grupp som bildades 2010. I början var det ett soloprojekt av låtskrivaren och sångaren Dan Smith, som senare utökade till ett band. Kvartetten består av Dan Smith, Chris 'Woody' Wood, Will Farquarson och Kyle Simmons. Namnet kommer från Bastiljdagen vilket firas den 14 juli i Frankrike eftersom stormningen av Bastiljen då inleddes. Det är även samma dag som sångaren Dan Smith föddes.

## Historik
I februari 2013, innan deras debutalbum släppts, släpptes bandets fjärde singel, "Pompeii", till enorm efterfrågan, och nådde en andraplats i Storbritannien, och en förstaplats i Skottland. Deras första studioalbum, Bad Blood, släpptes i mars 2013. Den 9 oktober 2013, släppte Bastille en ny singel, "Of the Night". Låten var topp 1 som den mest uppspelade låten på Spotify i Storbritannien (2013). Låten är en mash-up av låtarna "Rhythm Of The Night" av Corona och "Rhythm Is A Dancer" av Snap!. 
Bandet har varit med tre gånger i tv-spelserien FIFA, första gången var FIFA 13 med låten "Weight of Living Part: II", andra gången var FIFA 16 med låten "Hangin" och tredje gången var FIFA 17 med låten "Send Them Off!".
Bastilles singel "Happier" med Marshmello från 2018 blev ett av bandets största hits.
Bandet har sen dess släppt ytterligare tre album, "Wild World", "Doom Days" och "Give Me The Future". Utöver studioalbum har de släppt en serie mixtapes under namnet "Other People's Heartache", än så länge har serien fem delar.
De har även släppt extended cuts av några av deras album, "All This Bad Blood", "Doom Days (This Got Out of Hand Edition)" och "Give Me The Future + Dreams of The Past".

## Medlemmar

### Nuvarande medlemmar[4]

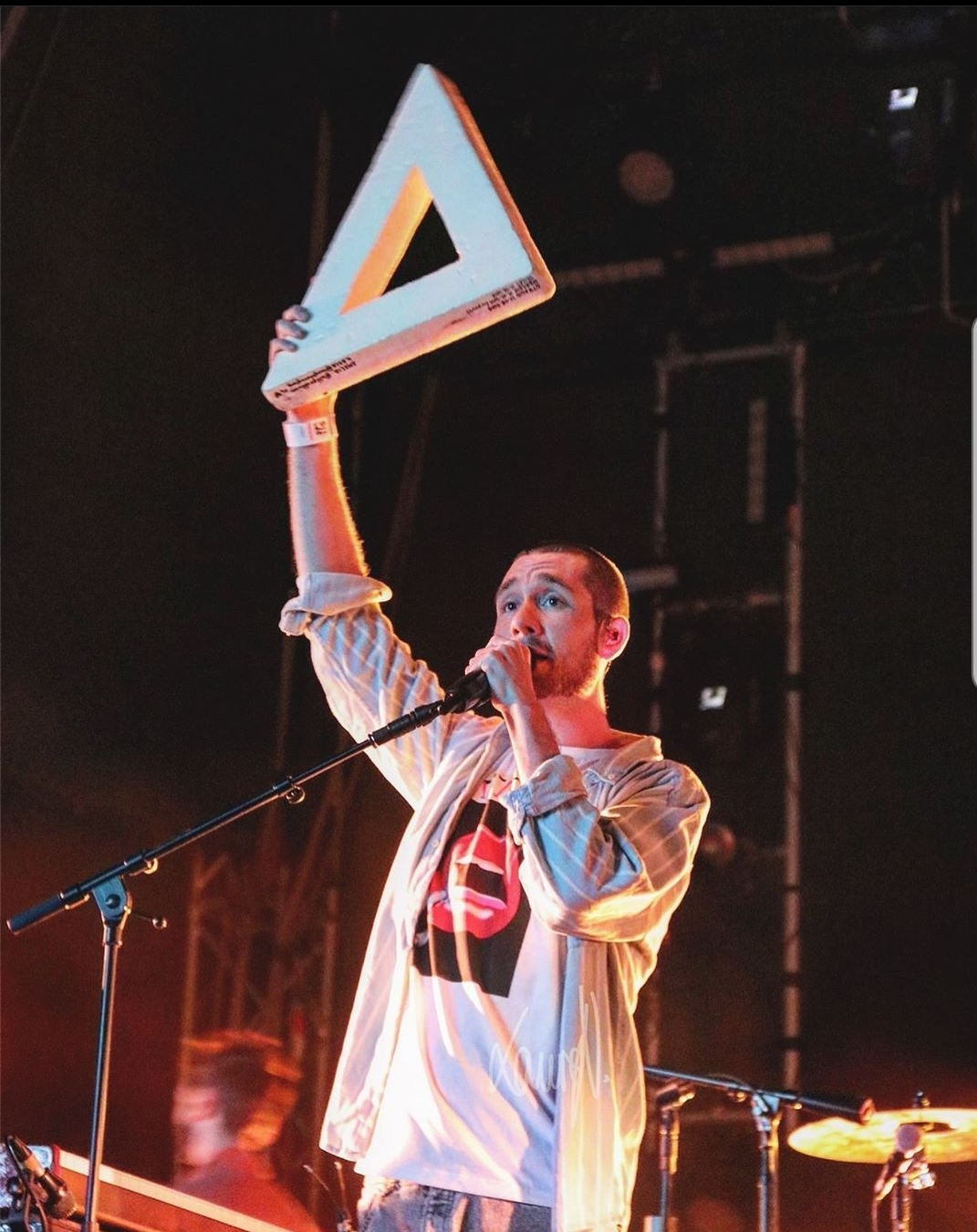
Sångaren Dan Smith under en konsert i Ungern 2019.

- Dan Smith – sång, piano, keyboard (2010–)

- Kyle Simmons – piano, keyboard, bakgrundssång, basgitarr, gitarr (2010–)
- Will Farquarson – gitarr, basgitarr, bakgrundssång, piano, keyboard (2010–present)
- Chris "Woody" Wood – trummor, percussion, bakgrundssång (2010–)

#### Turnerande medlemmar
- Charlie Barnes – gitarr, basgitarr, piano, keyboard, synthesizer, bakgrundssång, percussion, basgitarr (2015–)[5]

## Diskografi[6]

### Studioalbum
| År   | Titel              | Släppdatum      |
| ---- | ------------------ | --------------- |
| 2013 | Bad Blood          | 4 mars          |
| 2016 | Wild World         | 9 september     |
| 2019 | Doom Days          | 14 juni         |
| 2022 | Give Me The Future | 4 februari      |
| 2024 | "&" (Ampersand)    | 25 oktober 2024 |

### Extended Cuts/Deluxe-Versioner
| År   | Titel                                    | Släppdatum       |
| ---- | ---------------------------------------- | ---------------- |
| 2013 | All This Bad Blood                       | 25 november 2013 |
| 2016 | Wild World (Complete Edition)            | 2016             |
| 2019 | Doom Days (This Got Out Of Hand Edition) | 6 december 2019  |
| 2022 | Give Me The Future + Dreams of The Past  | 26 augusti 2022  |
| 2023 | Bad Blood X (10th Anniversary Edition)   | 14 juli 2023     |

### Livealbum
| År   | Titel         | Släppdatum    |
| ---- | ------------- | ------------- |
| 2023 | MTV Unplugged | 28 april 2023 |

### EPs
| År   | Titel                     | Släppdatum        |
| ---- | ------------------------- | ----------------- |
| 2011 | Laura Palmer EP           | 14 november 2011  |
| 2013 | Haunt                     | 28 maj 2013       |
| 2020 | Goosebumps EP             | 4 december 2020   |
| 2021 | Roots of ReOrchestrated   | 19 mars 2021      |
| 2024 | "&" (Ampersand), Part One | 26 juli 2024      |
| 2024 | "&" (Ampersand), Part Two | 13 september 2024 |

### Singlar
| År   | Titel                                           | Studioalbum                             |
| ---- | ----------------------------------------------- | --------------------------------------- |
| 2011 | Flaws/Icarus                                    | inget album                             |
| 2012 | Overjoyed                                       | Bad Blood                               |
| 2012 | Bad Blood                                       | Bad Blood                               |
| 2012 | Flaws                                           | Bad Blood                               |
| 2013 | Pompeii                                         | Bad Blood                               |
| 2013 | Laura Palmer                                    | Bad Blood                               |
| 2013 | Things We Lost In The Fire                      | Bad Blood                               |
| 2013 | Of The Night                                    | All This Bad Blood                      |
| 2014 | Oblivion                                        | Bad Blood/All This Bad Blood            |
| 2014 | The Driver                                      | VS. (Other People's Heartache, Pt. III) |
| 2014 | Torn Apart (Bastille Vs. GRADES)                | VS. (Other People's Heartache, Pt. III) |
| 2014 | Bite Down (Bastille Vs. HAIM)                   | VS. (Other People's Heartache, Pt. III) |
| 2016 | Good Grief                                      | Wild World                              |
| 2016 | Fake It                                         | Wild World                              |
| 2017 | Glory                                           | Wild World                              |
| 2018 | Quarter Past Midnight                           | Doom Days                               |
| 2018 | Happier (Marshmello & Bastille)                 | inget album                             |
| 2018 | Grip (Seeb with Bastille)                       | Sad In Scandinavia                      |
| 2019 | Doom Days                                       | Doom Days                               |
| 2019 | Joy                                             | Doom Days                               |
| 2019 | Those Nights                                    | Doom Days                               |
| 2020 | WHAT YOU GONNA DO??? (med Graham Coxon)         | Goosebumps EP                           |
| 2020 | survivin'                                       | Goosebumps EP                           |
| 2020 | Goosebumps (med Kenny Beats)                    | Goosebumps EP                           |
| 2021 | Distorted Light Beam                            | Give Me The Future                      |
| 2021 | Give Me The Future                              | Give Me The Future                      |
| 2021 | Thelma + Louise                                 | Give Me The Future                      |
| 2021 | No Bad Days                                     | Give Me The Future                      |
| 2022 | Shut off The Lights                             | Give Me The Future                      |
| 2022 | Run Into Trouble (Alok & Bastille)              | Give Me The Future + Dreams of The Past |
| 2022 | Remind Me                                       | Give Me The Future + Dreams of The Past |
| 2022 | Revolution                                      | Give Me The Future + Dreams of The Past |
| 2023 | Pompeii / Come As You Are - MTV Unplugged       | MTV Unplugged                           |
| 2023 | Killing Me Softly With His Song - MTV Unplugged | MTV Unplugged                           |
| 2023 | No Angels (med Ella Eyre)                       | Bad Blood X (10th Anniversary Edition)  |
| 2023 | Liar Liar (Dylan feat. Bastille)                | inget album                             |
| 2023 | Pompeii MMXXIII (med Hans Zimmer)               | Bad Blood X (10th Anniversary Edition)  |
| 2023 | Head Down (Lost Frequencies & Bastille)         | inget album                             |

### Mixtapes
| Release         | Titel                                                                            |
| --------------- | -------------------------------------------------------------------------------- |
| Februari 2012   | Other People's Heartache                                                         |
| December 2012   | Other People's Heartache, Pt. 2                                                  |
| 8 December 2014 | VS. (Other People's Heartache, Pt. III)                                          |
| 7 December 2018 | Other People's Heartache, Pt. 4                                                  |
| 26 Augusti 2022 | Other People's Heartache, Pt. 5 (del av Give Me The Future + Dreams of The Past) |